# 比尔特
比尔特（法語：Bult，法語發音：[bylt] ⓘ）是法国大東部大區孚日省的一个市镇，属于埃皮纳勒区。

## 地理
比尔特（48°17'38"N, 6°36'19"E）面积9.86 平方千米，位于法国大東部大區孚日省，该省份为法国东北部内陆省份，北起默兹省和默尔特-摩泽尔省，西接上马恩省，南至上索恩省和贝尔福地区省，东临上莱茵省和下莱茵省。
与比尔特接壤的市镇（或旧市镇、城区）包括：帕杜、罗蒙、圣埃莱娜、沃梅库尔、代托尔。

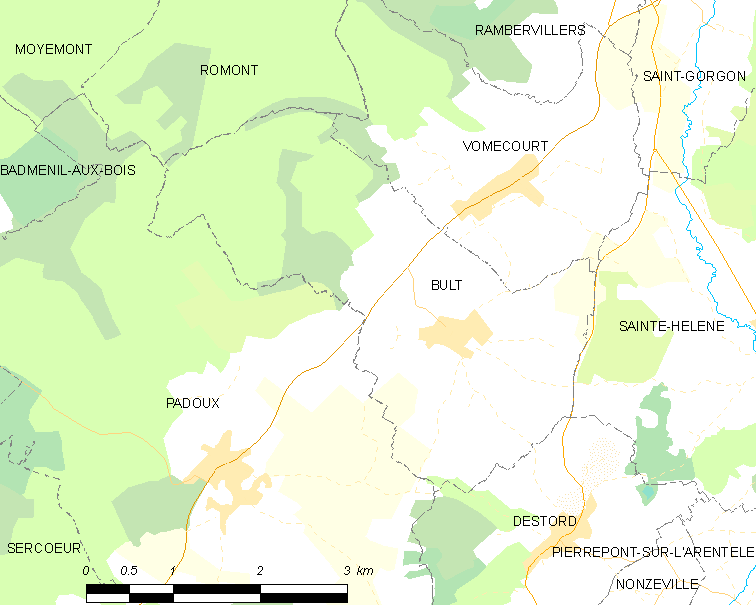
比尔特的OSM定位图

比尔特的时区为UTC+01:00、UTC+02:00（夏令时）。

## 行政
比尔特的邮政编码为88700，INSEE市镇编码为88080。

## 政治
比尔特所属的省级选区为沙尔姆县。

## 人口

1962-2008年间比尔特人口变化图示

比尔特于2022年1月1日时的人口数量为303人。